# دوري جزر فارو الممتاز 1943
دوري جزر فارو الممتاز 1943 هو موسم من دوري جزر فارو الممتاز. فاز فيه Tvøroyrar Bóltfelag ‏.